# 청주 축구단
청주 축구단(淸州球團戰)은 일제강점기인 1923년 청주를 연고로 하여 창단된 축구단이다. 호서 지방 클럽 축구의 효시가 되는 축구단이다.